# Spencer Compton, II conte di Northampton
Spencer Compton, II conte di Northampton (1601 – Hopton, 19 marzo 1643), è stato un ufficiale e politico inglese.

## Biografia
Era il figlio di William Compton, I conte di Northampton, e di sua moglie, Elizabeth Spencer, figlia ed erede di sir John Spencer, sindaco di Londra.

## Carriera

### Carriera politica
Nel 1621 è stato eletto membro del Parlamento per Ludlow ed è stato nominato Master of the Robes del Principe di Galles. Ha sostenuto calorosamente il re nelle spedizioni scozzesi, allo stesso tempo dando i suoi consigli per la convocazione del parlamento. Nel 1630 successe al padre alla contea e assunse le sue funzioni di lord luogotenente del Gloucestershire e lord luogotenente del Warwickshire.

### Carriera militare
Allo scoppio della guerra civile, a Northampton gli venne affidato la Commissione di Array, nel Warwickshire. Dopo diversi successi e fallimenti nel Midlands, ha combattuto a Edgehill e nel novembre 1642, dopo il ritorno del re a Oxford, gli venne affidata la supervisione militare di Banbury e del paese limitrofo. Fu attaccato a Banbury dalle forze parlamentari, il 22 dicembre.
Nel marzo 1643, conquistò Stafford. 

## Matrimonio
Nel 1621 sposò Mary Beaumont, figlia di sir Francis Beaumont. Ebbero otto figli ma solo sei raggiunsero l'età adulta:
- James Compton, III conte di Northampton (19 agosto 1622-15 dicembre 1681);
- Sir William Compton (1625-18 ottobre 1663), sposò Elizabeth Tollemache, non ebbero figli;
- Lady Penelope Compton, sposò John Nicholas, non ebbero figli;
- Sir Charles Compton;
- Henry Compton (1633-7 luglio 1713);
- Lady Anne Compton (1637-26 maggio 1705), sposò Hugh Cholmeley, ebbero una figlia.

## Morte
Morì durante la battaglia di Hopton Heath, il 19 marzo 1643.